# Arjan Vliegenthart
Arjan Vliegenthart (Heerhugowaard, 10 december 1978) is een Nederlands bestuurder en voormalig politicus. Sinds 1 november 2018 is hij directeur-bestuurder van het Nibud. Eerder was Vliegenthart van 2007 tot 2014 lid van de Eerste Kamer der Staten-Generaal en van 2014 tot 2018 wethouder van Amsterdam. Hij is lid van de Socialistische Partij (SP).

## Biografie

### Studie, start loopbaan
Vliegenthart studeerde politicologie aan de Vrije Universiteit Amsterdam. Hij was werkzaam als medewerker van het Wetenschappelijk Bureau van de SP, onder andere als hoofdredacteur van het tijdschrift van het bureau Spanning. Vanaf 1 mei 2005 was hij voorzitter van de politieke werkgroep van de christelijke organisatie Kerk en Vrede. Op 17 september 2009 promoveerde hij aan de Vrije Universiteit op een onderzoek met als titel "Transnational Forces and Corporate Governance Regulation in Postsocialist Europe".

### Politieke loopbaan
Bij de verkiezingen van 2007 werd Vlegenthart gekozen als lid van de Eerste Kamer. Hij werd op 12 juni 2007 beëdigd. Hij was woordvoerder op het gebied van bestuurlijke aangelegenheden. Zo sprak hij bij de behandeling van grondwetsherzieningen, herindelingen en voorstellen op het gebied van het kiesrecht. Van 2009 tot 2014 was hij tevens directeur van het Wetenschappelijk Bureau van de SP.
Nadat er al twee maanden tevergeefs was onderhandeld werd Vliegenthart in mei 2014 samen met Roger van Boxtel verkenner voor een nieuw Amsterdams college van B&W. Zij adviseerden een college van D66, VVD en SP, dat er uiteindelijk ook kwam. In het gevormde college werd hij een van twee SP-wethouders en werd hij verantwoordelijk voor werk en inkomen, participatie en armoedebeleid en stadsdeel Nieuw-West. In verband hiermee trad hij op 2 juli 2014 af als lid van de Eerste Kamer. Vliegenthart regelde als wethouder dat (langdurig) bijstandsgerechtigden zonder kans op een baan vrijstelling kregen van de sollicitatieplicht indien zij vrijwilligerswerk verrichtten. Daarmee ging hij in tegen het landelijk beleid van minister Lodewijk Asscher. Na de gemeenteraadsverkiezingen van 2018 keerde hij niet terug als wethouder.

### Bestuurlijke loopbaan
Op 1 november 2018 werd Arjan Vliegenthart directeur van het Nationaal Instituut voor Budgetvoorlichting (Nibud). Daarnaast is hij lid van de raad van advies van de Hogeschool van Amsterdam, lid van de bestuurlijke klankbordgroep toeslagen via het ministerie van Financiën en lid van het dagelijks bestuur van de Stichting ter bevordering van de Christelijke Pers. Op 19 juni 2022 werd Vliegenthart benoemd tot voorzitter van de Raad van Toezicht van HUMAN.

## Persoonlijk
Vliegenthart is een zoon van predikant Piet Vliegenthart, een broer van communicatiewetenschapper Rens Vliegenthart en een neef van CDA-politicus Marja van Bijsterveldt.